# Kampí, Cypern
Kampí är en ort i Cypern.   Den ligger i distriktet Eparchía Lefkosías, i den centrala delen av landet, 40 km sydväst om huvudstaden Nicosia. Kampí ligger 860 meter över havet och antalet invånare är 104. Den ligger på ön Cypern.
Terrängen runt Kampí är kuperad. Trakten runt Kampí är glesbefolkad, med 20 invånare per kvadratkilometer. Närmaste större samhälle är Lythrodóntas, 16,1 km öster om Kampí. Trakten runt Kampí är i huvudsak ett öppet busklandskap.